# Cratere Kuiper (Luna)
Kuiper è un cratere lunare di 6,28 km situato nella parte sud-occidentale della faccia visibile della Luna.
Il cratere è dedicato all'astronomo olandese naturalizzato statunitense Gerard Peter Kuiper.